# Kamień (Przybynów)
Kamień – ostańcowe wzniesienie w miejscowości Przybynów w województwie śląskim, w powiecie myszkowskim, w gminie Żarki. Występuje na nim kilka wapiennych skał wznoszących się wśród pól uprawnych i zarośli po wschodniej stronie drogi z Przybynowa do Biskupic. Najwyższy punkt wzniesienia ma wysokość 387 m n.p.m., skały ciągną się w odległości 170 – 570 m od drogi. Są dobrze widoczne z drogi Przybynów – Biskupice. Znajdują się na ogrodzonym terenie prywatnym i nie prowadzi obok nich żaden szlak turystyczny. 
W obrębie skał znajduje się schronisko Studnia w Kamieniu koło Przybynowa. Ma głębokość 2,8 m i długość 4 m.